# 21 мост
«21 мост» (англ. 21 Bridges) — американский триллер режиссёра Брайана Кирка. В главных ролях Чедвик Боузман и Сиенна Миллер. Съёмки фильма, который сначала назывался «17 мостов», проходили как в Нью-Йорке, так и в Филадельфии. Премьера в США состоялась 22 ноября 2019 года. Фильм получил смешанные отзывы кинокритиков и собрал 49 млн $.

## Сюжет
Детектив Андре Дэвис известен как охотник за убийцами полицейских. На его счету уже восемь застреленных преступников. Однажды посреди ночи Андре вызывают на работу: при ограблении магазина в Бруклине погибло семь копов и хозяин заведения. Восьмым полицейским оказывается раненая женщина из 85-го участка. Её коллеги взывают к возмездию. Благодаря видеокамерам уличного наблюдения, агенты ФБР быстро выходят на след автомобиля со свежими вмятинами на капоте — на огромной скорости он движется по мосту, ведущему на Манхэттен. Полиция Нью-Йорка решает перекрыть все выходы с острова.
Тем временем идёт осмотр места преступления. В подвале магазина детективы находят склад с наркотиками. Грабители забрали только 50 кг из трёхсот. Андре начинает понимать, что убитые полицейские были коррумпированы. Почерк убийц и их автоматическое оружие подсказывают, что преступники — бывшие военные. Установив по номерам хозяйку автомобиля, Андре узнаёт имена двух ветеранов. Один уже погиб, другой вернулся с войны живым. У погибшего солдата есть младший брат. Он ещё не успел ожесточиться.
Идя по следу беглецов, полиция убирает лишних свидетелей. Андре понимает, что становится участником войны двух наркокартелей. Оказавшись в перестрелке, старший из грабителей получает серьёзное ранение. Он приказывает своему юному другу одному пробираться на юг. Условившись встретиться в Майами, морпехи расстаются.
Загнанный в ловушку, Рэй Джексон отстреливается до последнего патрона. Пули Андре обрывают его жизнь. Второго грабителя настигает женщина-детектив Фрэнки Бёрнс. Молодому человеку удаётся взять её в заложники, но подоспевший Андре Дэвис нападает на мужчину и тот убегает, потеряв всю добычу. Скрывшись в метро, он всё-таки надеется покинуть город. Однако детектив Дэвис успевает войти в тот же поезд. Двое мужчин оказываются в одном вагоне. Военный решает сдаться, но мирный договор неожиданно обрывает выстрел. Оказывается Фрэнки тоже успела зайти в последний вагон. Умирая, грабитель передаёт Дэвису флешку с секретами наркокартелей.
Капитан 85-го участка возвращается домой. Андре хочет его допросить. Разговору мешают вооружённые коллеги капитана. Коррупционеры стараются убить постороннего офицера, но гибнут сами. Последней появляется Фрэнки Бёрнс. Андре убеждает её сложить оружие хотя бы ради маленькой дочери, которая ждёт свою мать дома. Арестовав Фрэнки, полицейский отправляется завтракать, двигаясь на своём авто по одному из нью-йоркских мостов.

## В ролях
| Актёр            | Роль                             |
| ---------------- | -------------------------------- |
| Чедвик Боузман   | детектив Андре Дэвис             |
| Сиенна Миллер    | детектив Фрэнки Бёрнс            |
| Дж. К. Симмонс   | капитан 85-го участка            |
| Стефан Джеймс    | Майкл Трухильо, бывший морпех    |
| Тейлор Китч      | Рэй Джексон, ветеран войны       |
| Кит Дэвид        | полицейский начальник Спенсер    |
| Александр Сиддиг | Ади, финансист наркокартеля      |
| Луис Кансельми   | Буш, скаут наркокартеля          |
| Гэри Карр        | Хоук, главарь наркокартеля       |
| Джейми Ньюманн   | Ли, хозяйка угнанного автомобиля |

## Критика
Фильм получил смешанные отзывы кинокритиков. На сайте Rotten Tomatoes его рейтинг составляет 54 % на основе 139 рецензий со средним баллом 5,5 из 10. На Metacritic — 51 балл из 100.